# Czesław Boguszewicz
Czesław Boguszewicz (ur. 2 lipca 1950) – polski piłkarz grający na pozycji obrońcy.

## Życiorys
Karierę zaczynał w Gryfie Słupsk i Cieślikach Słupsk. W pierwszej lidze grał w barwach Pogoni Szczecin i Arki Gdynia. W reprezentacji Polski debiutował 6 maja 1976 w spotkaniu z Grecją, ostatni raz zagrał wiosną 1977. Karierę przerwał na skutek kontuzji oka doznanej jesienią 1977, wkrótce rozpoczął karierę trenerską. W 1979 poprowadził Arkę do triumfu w Pucharze Polski. Pracował także w Finlandii i jako menadżer piłkarski. Obecnie jest szefem działu skautingu Arki.